# Scène d'escamotage
 (juillet 2025).
Pour plus de détails, voir Fiche technique et Distribution.
Scène d’escamotage est un film français réalisé par Alice Guy en 1898.

## Synopsis
Un magicien invite sa partenaire à s’allonger sur un confortable divan. Il la recouvre d’un voile et voici un « singe » à la place ! Un autre geste magique et le singe disparaît, le divan est transformé en une caisse en bois. C’est au tour de la caisse de disparaître pour voir la dame réapparaître aussitôt. Un nouveau mouvement de voile et la dame s’est à nouveau volatilisée. Le magicien salue le public puis va chercher sa partenaire derrière une porte située au fond du décor : tous deux saluent alors.

## Fiche technique
- Titre : Scène d’escamotage
- Réalisation : Alice Guy
- Société de production : Société L. Gaumont et compagnie
- Pays d'origine :  France
- Genre : Film à trucs
- Durée : 1 minute
- Date de sortie : 1898
- Licence : domaine public

## Analyse
Un film à trucs fortement inspiré de Escamotage d'une dame au théâtre Robert-Houdin tourné en 1896 par Georges Méliès.[réf. nécessaire]

## Autour du film
C'est le même acteur qui joue ici le magicien et le magnétiseur dans Chez le magnétiseur d’Alice Guy.